# Авремень (Молдова)
Авремень (рум. Avrămeni) — село в Ришканському районі Молдови. Розташоване на лівому березі річки Прут і на автошляху Бельці—Балатіна за 45 км від районного центру — міста Ришкан та за 68 км від залізничної станції Дрокії. Входить до складу комуни, адміністративним центром якої є село Браніште.

## З історії
Перша згадка про село відноситься 28 березня 1618.

### Радянська доба
За часів Ралянського Союзу в селі працював колгосп «Прикордонник», центральна садиба якого була в селі Браніште. Працювали восьмирічна школа, бібліотека, дитячі ясла, амбулаторія, аптека, магазин.
Встановленний пам'ятник радянським воїнам і односельчанам, які загинули в роки німецько-радянської війни.